# Wieruszów (gmina)
Pour les articles homonymes, voir Wieruszów (homonymie).
Wieruszów est une gmina mixte du powiat de Wieruszów, Łódź, dans le centre de la Pologne. Son siège est la ville de Wieruszów, qui se situe environ 106 km au sud-ouest de la capitale régionale Łódź.
La gmina couvre une superficie de 97,13 km2 pour une population de 14 176 habitants.

## Géographie
Outre la ville de Wieruszów, la gmina inclut les villages de Chobanin, Cieszęcin, Dobrydział, Górka Wieruszowska, Grześka, Jutrków, Klatka, Kowalówka, Kuźnica Skakawska, Lubczyna, Mesznary, Mieleszynek, Mirków, Pieczyska, Polesie, Skakawa, Sopel, Teklinów et Wyszanów.
La gmina borde les gminy de Baranów, Bolesławiec, Czastary, Doruchów, Galewice, Kępno, Łęka Opatowska et Sokolniki.